# Степанов, Александр Авакович
Александр Авакович Степанов (арм. Ալեքսանդր Ավագի Ստեփանով, азерб. Aleksnandr Avakoviç Stepanov; 1908, Карягинский уезд — 18 декабря 1976, Сумгаит) — советский азербайджанский хлопковод, Герой Социалистического Труда (1948).

## Биография
Родился в 1908 году в селе Мюлькюдере Карягинского уезда Елизаветпольской губернии (ныне село в Ходжавендском районе Азербайджана).
Начал трудовую деятельность в 1921 году. В 1932—1966 годах — председатель колхозов, председатель сельского и поселкового совета, заведующий пунктом приема хлопка в Гадрутском, Агджабединском и Ждановском районах. В 1947 годах получил урожай хлопка 62,9 центнера с гектара на площади 10 гектаров.
Указом Президиума Верховного Совета СССР от 10 марта 1948 года за получение в 1947 году высоких урожаев хлопка Степанову Александру Аваковичу присвоено звание Героя Социалистического Труда с вручением ордена Ленина и золотой медали «Серп и Молот».
Активно участвовал в общественной жизни Азербайджана. Член КПСС с 1932 года.
С 1966 года — пенсионер союзного значения.
Скончался 18 декабря 1976 в городе Сумгаит.